# 克氏大戟
克氏大戟（学名：Euphorbia cremersii）是馬達加斯加特有的一種大戟屬植物。它們生長在亞熱帶或熱帶的乾旱森林，但受到環境破壞的影響。